# Passo della Mauria
Il passo della Mauria (o anche Passo Mauria - 1.298 m s.l.m.) è un valico alpino delle Alpi Carniche che mette in comunicazione il Veneto a ovest (Lorenzago in Cadore) con il Friuli-Venezia Giulia (Forni di Sopra in Carnia, Alta Val Tagliamento) ad est attraverso la Strada Statale 52 Carnica (il passo formato da doline imbutiformi scavate dalle acque si trova interamente entro il territorio di Lorenzago, quindi in territorio veneto a poca distanza dal confine con il Friuli).

## Geografia

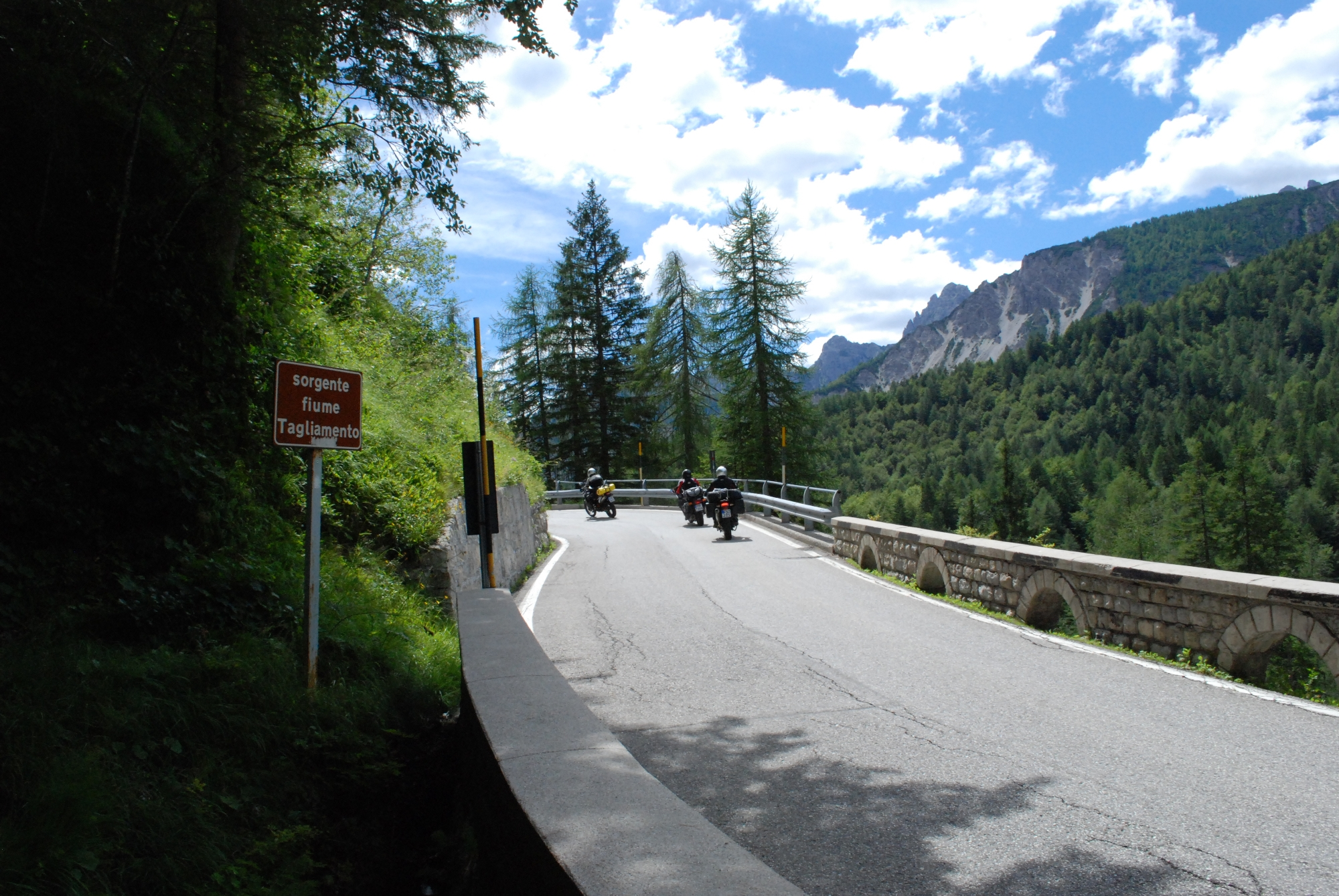
Motociclisti in Mauria in prossimità delle sorgenti del Tagliamento

Dal punto di vista orografico il passo si trova nelle Alpi Carniche e della Gail e separa le Alpi Carniche (a nord) dalle Prealpi Carniche (a sud). Nelle vicinanze del passo si trova la sorgente del fiume Tagliamento.
La strada è ricca di curve in contropendenza immerse nel verde paesaggio alpino ideale per i motociclisti d'estate; d'inverno nel versante cadorino si trova un impianto di sci da fondo illuminato. A metà strada, sempre nel versante cadorino in località Borbe è famoso il 4º Piano Festival nota Rassegna di gruppi musicali locali che si esibiscono nel mese di luglio.
Qualora il collegamento tra le autostrade A27 (Venezia - Belluno) ed A23 (Palmanova - Tarvisio) dovesse essere realizzato, il passo della Mauria verrebbe coinvolto. Il progetto potrebbe interferire con l'area protetta del Parco naturale delle Dolomiti Friulane e su quattro grandi siti di importanza comunitaria (SIC) e due zone di protezione speciale (ZPS) tra la Regione del Veneto e la Regione del Friuli. Varie associazioni tra le quali il WWF e Mountain Wilderness Italia si oppongono alla realizzazione dei vari tratti di autostrada.

## Storia

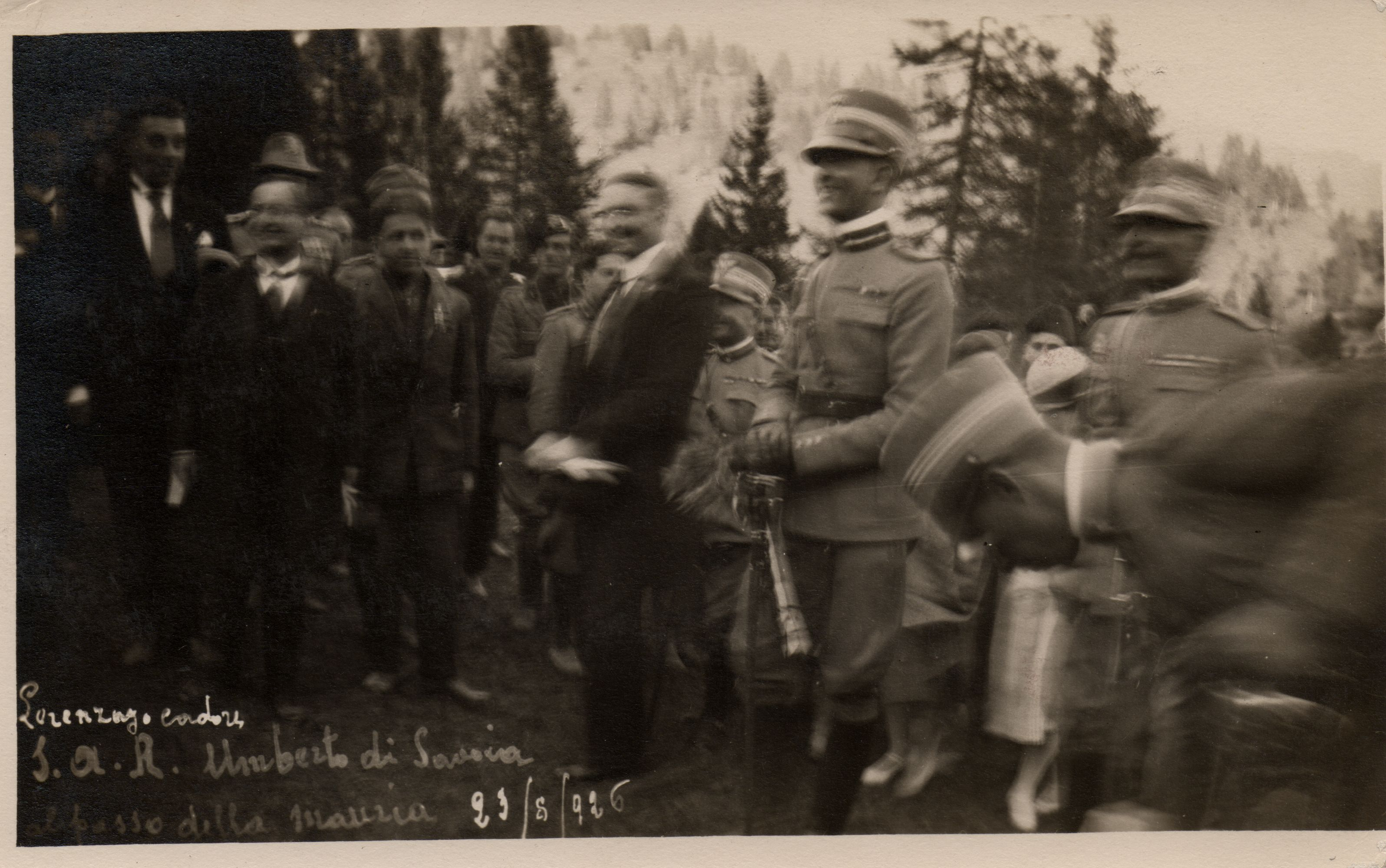
Umberto di Savoia al Passo della Mauria il 23 agosto 1926

Il passo della Mauria fu, storicamente, un importantissimo valico alpino, infatti era una delle principali vie d'entrata e d'uscita dell'intero Cadore, la via di comunicazione con il Friuli. Poco sotto il passo (circa 20 km) è posto il passo della Morte, ove il 24 maggio 1848 diversi abitanti cadorini con i fornesi respinsero l'esercito austro-ungarico.

## Galleria d'immagini

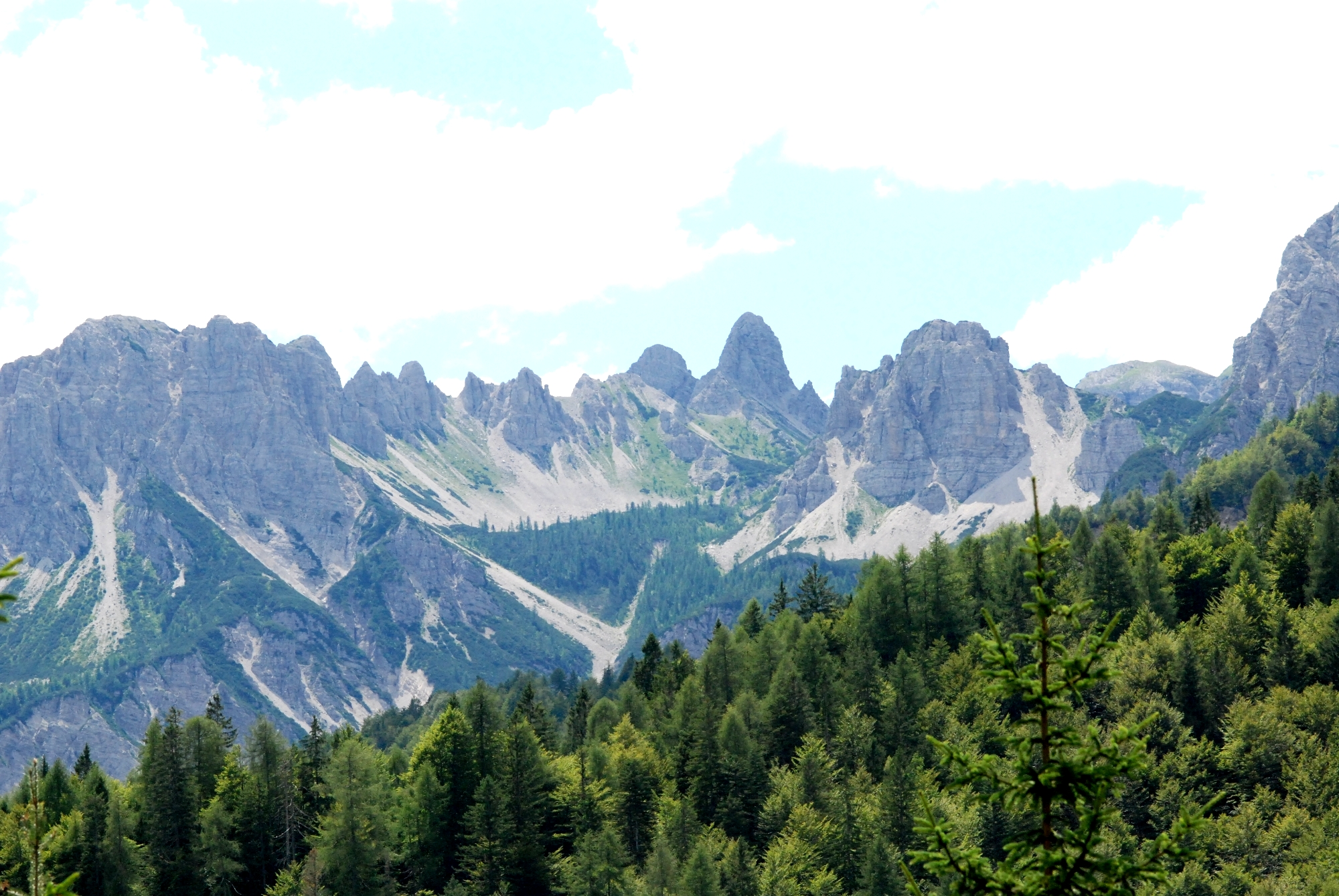
Paesaggio visto dai dintorni del Mauria
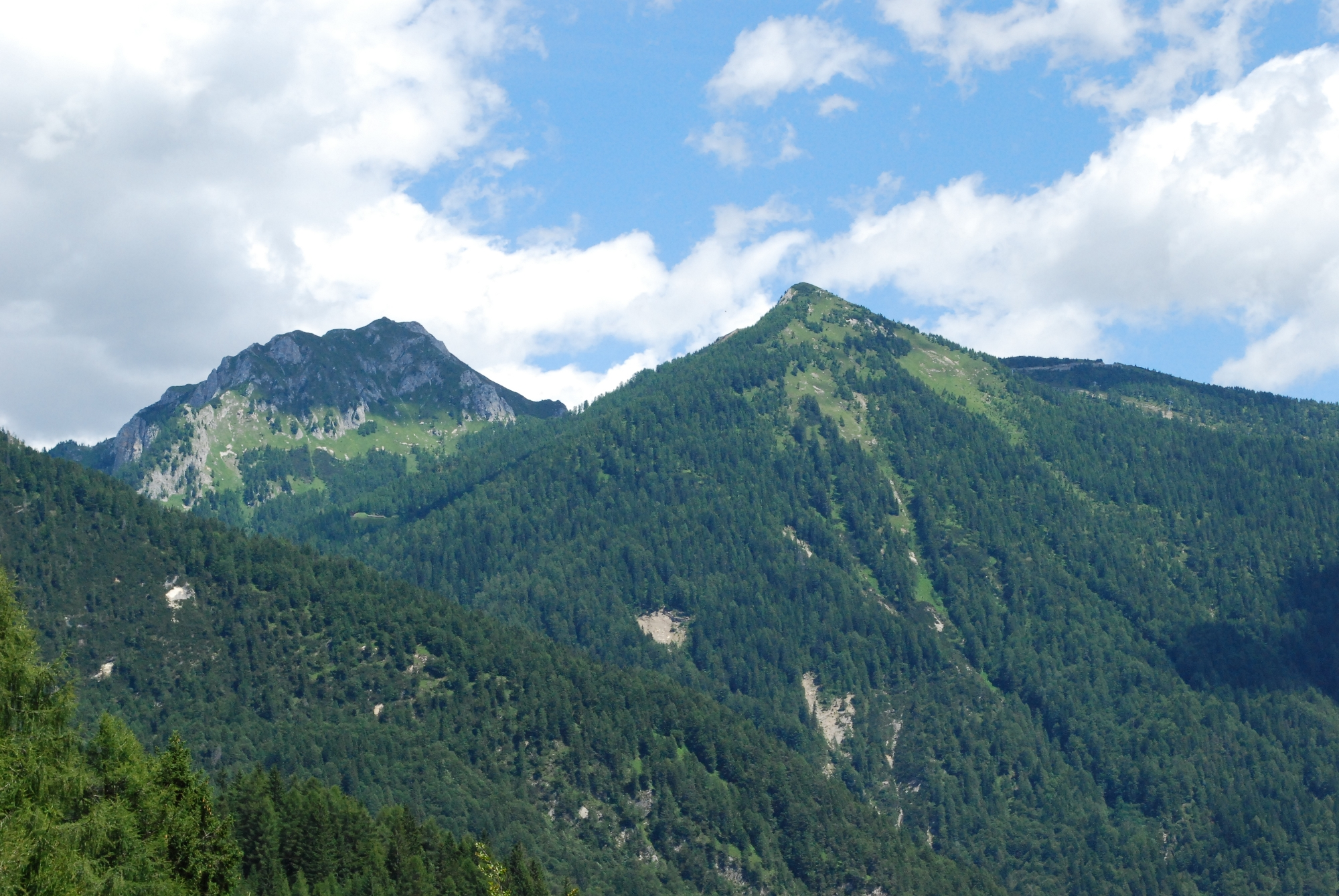
Paesaggio visto dai dintorni del Mauria
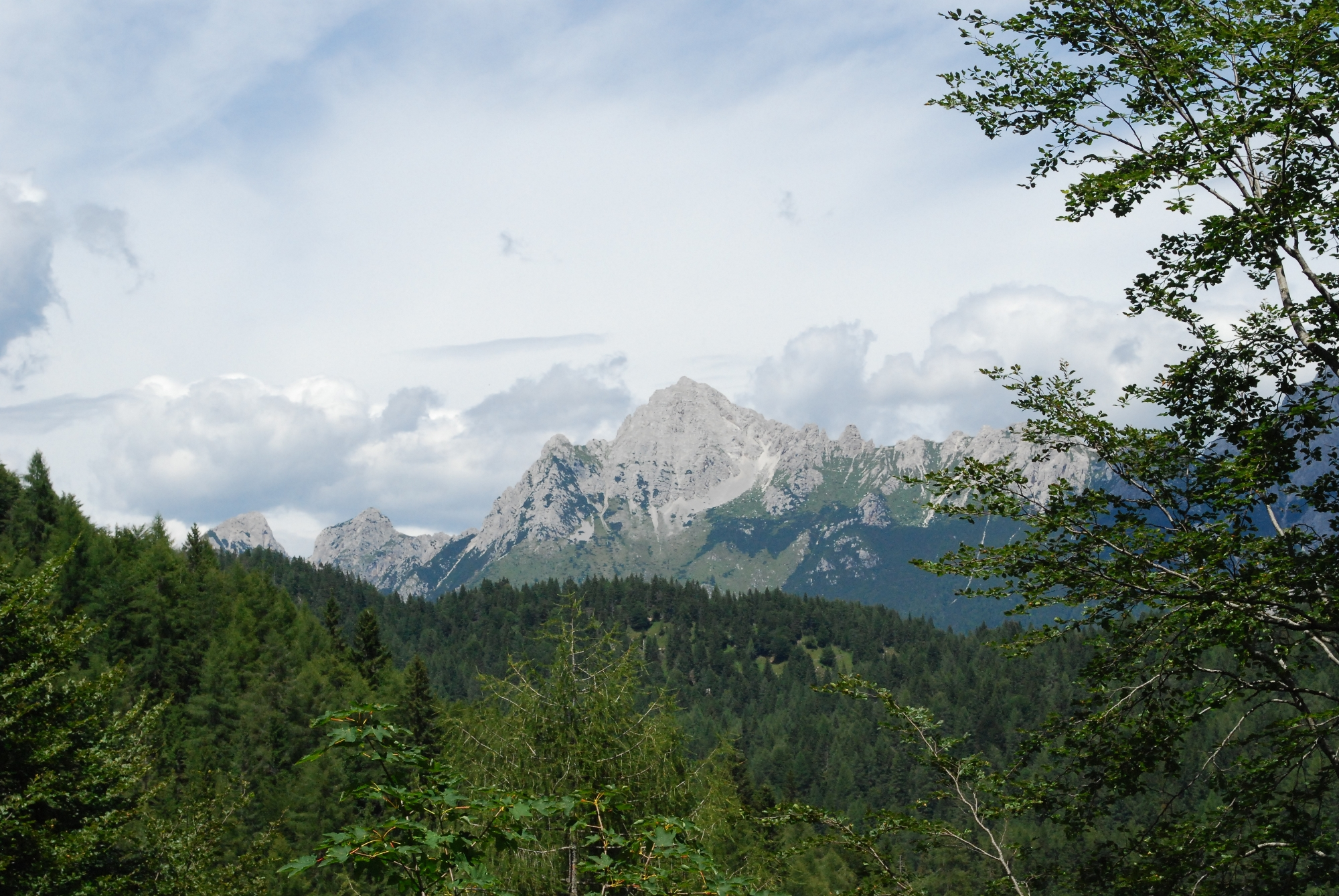
Paesaggio visto dai dintorni del Mauria
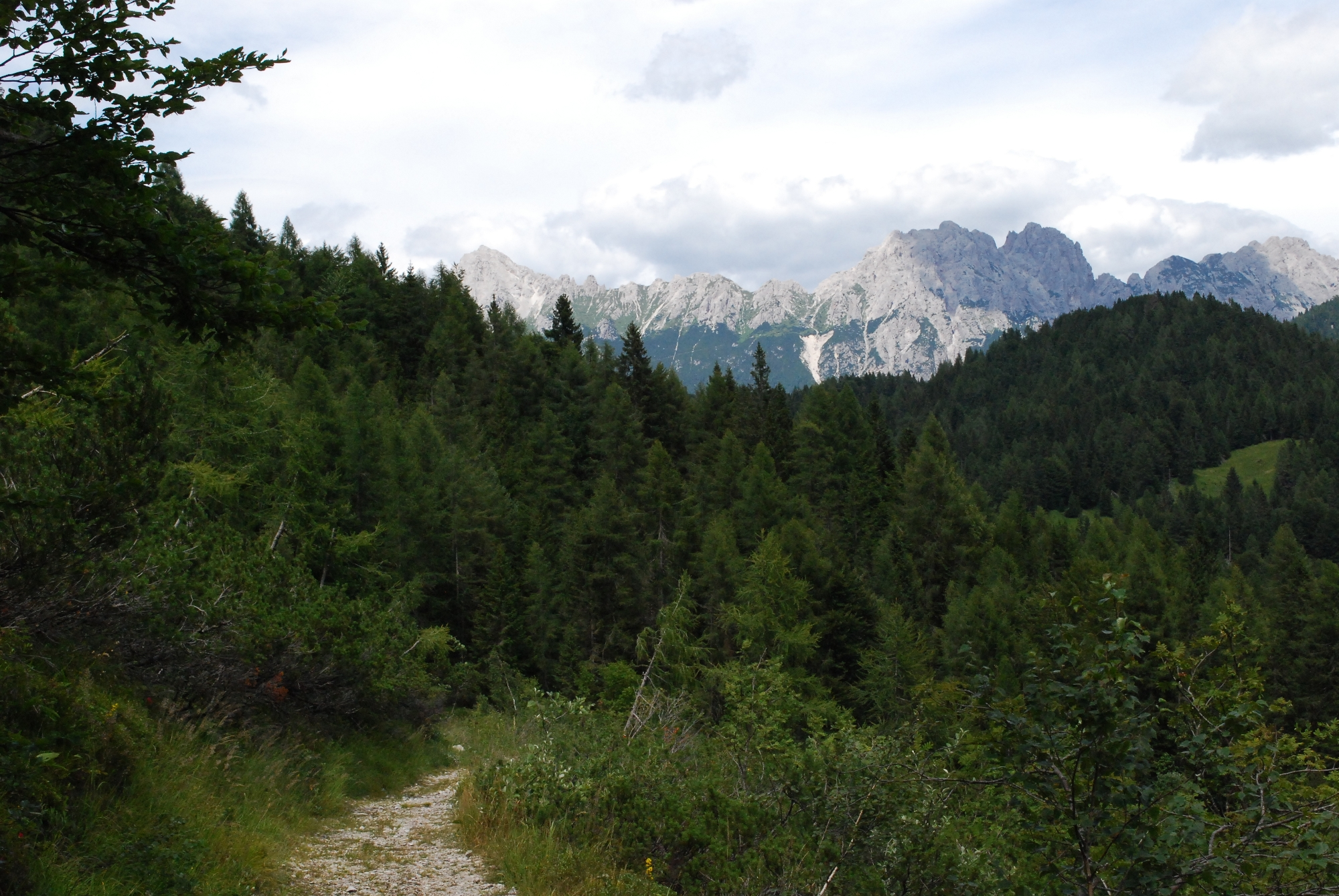
Paesaggio visto dai dintorni del Mauria
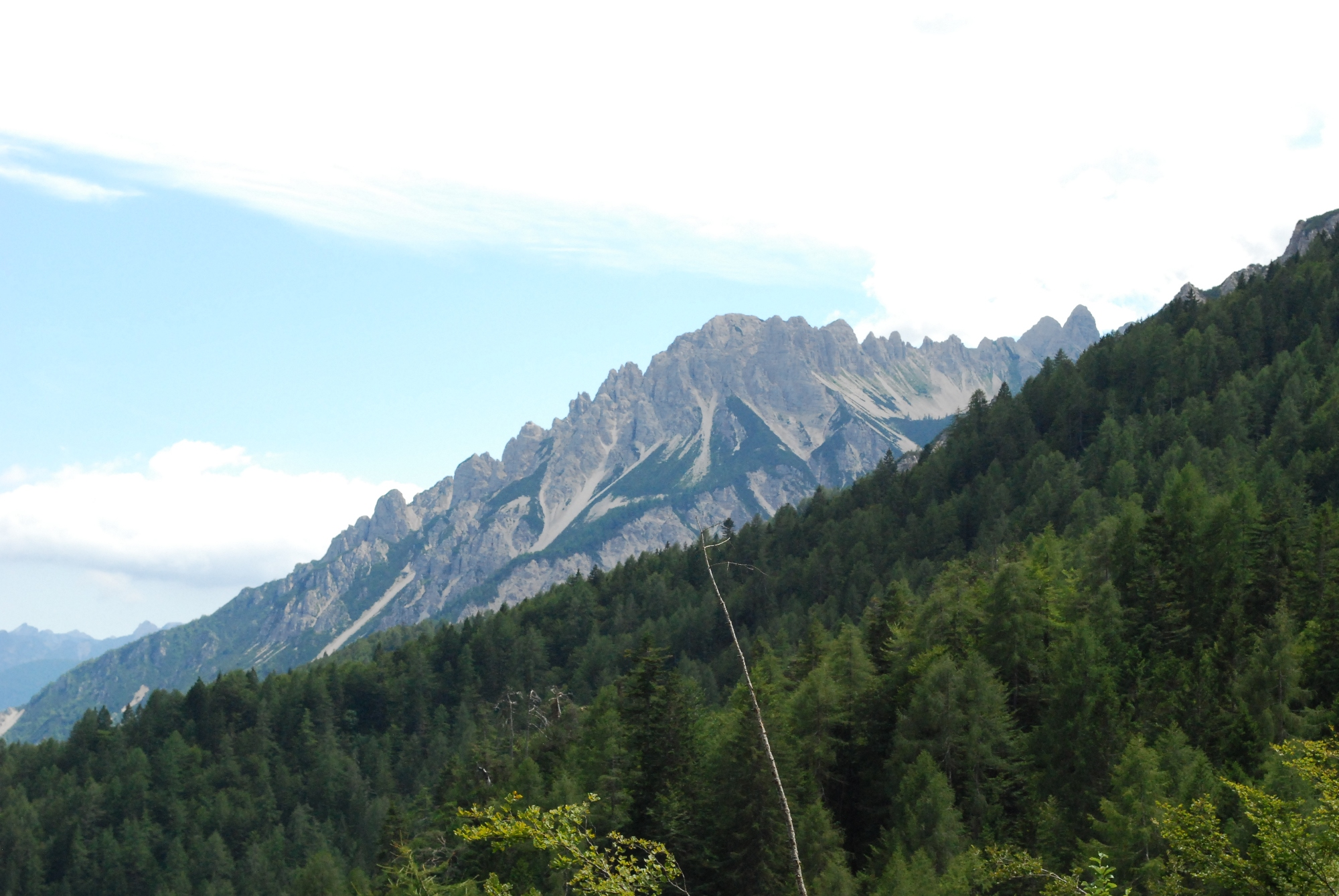
Paesaggio visto dai dintorni del Mauria
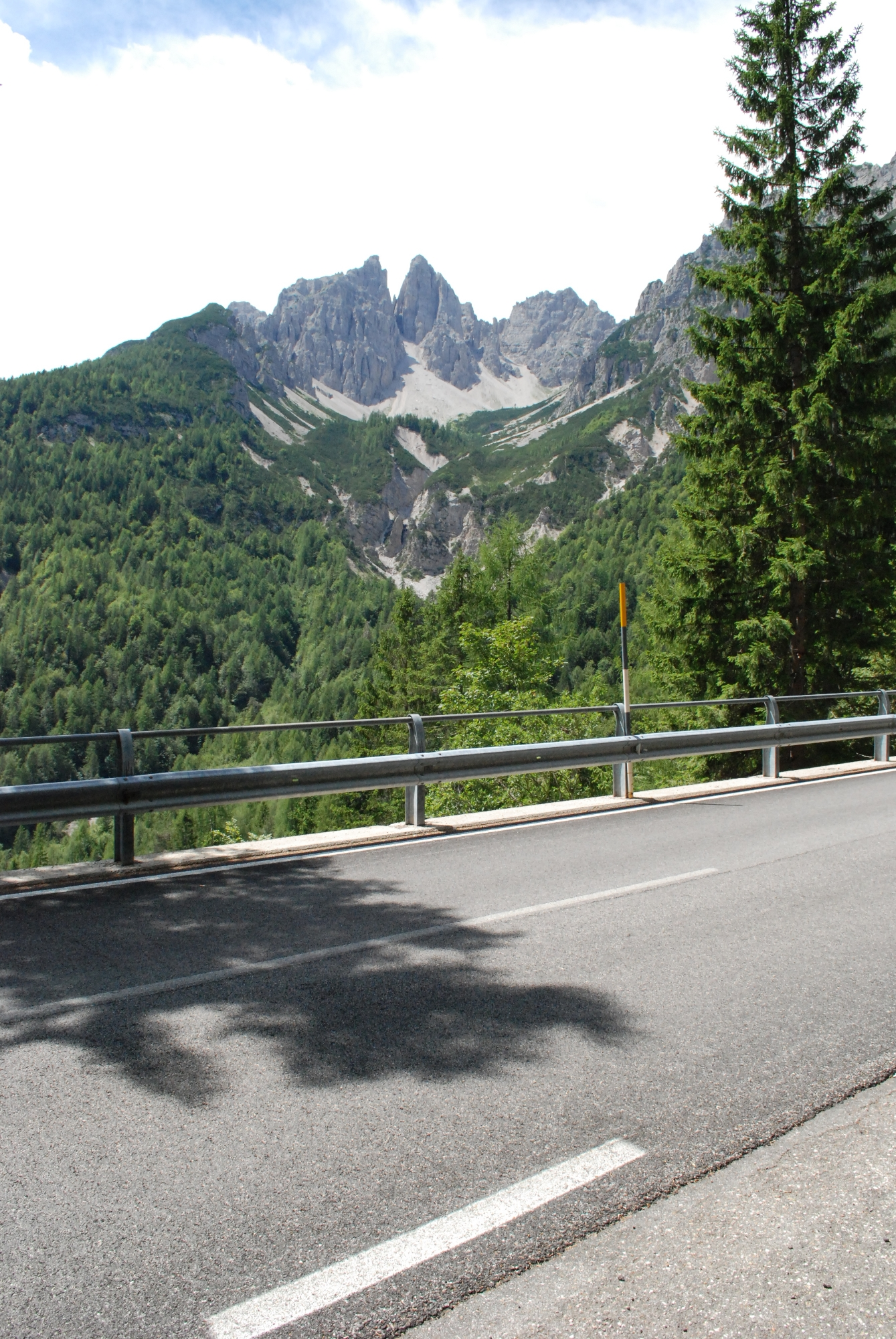
Paesaggio visto dai dintorni del Mauria
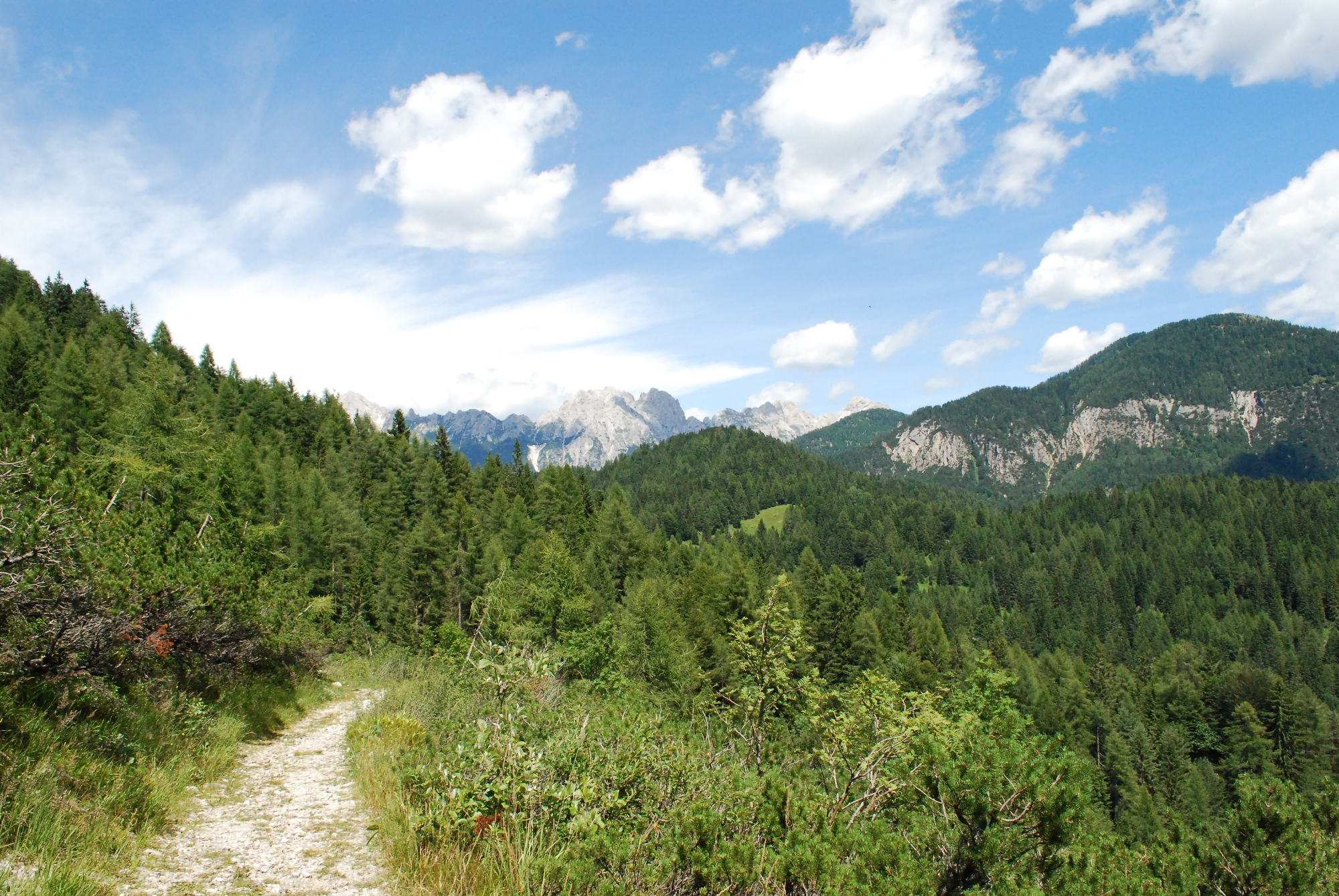
Paesaggio visto dai dintorni del Mauria
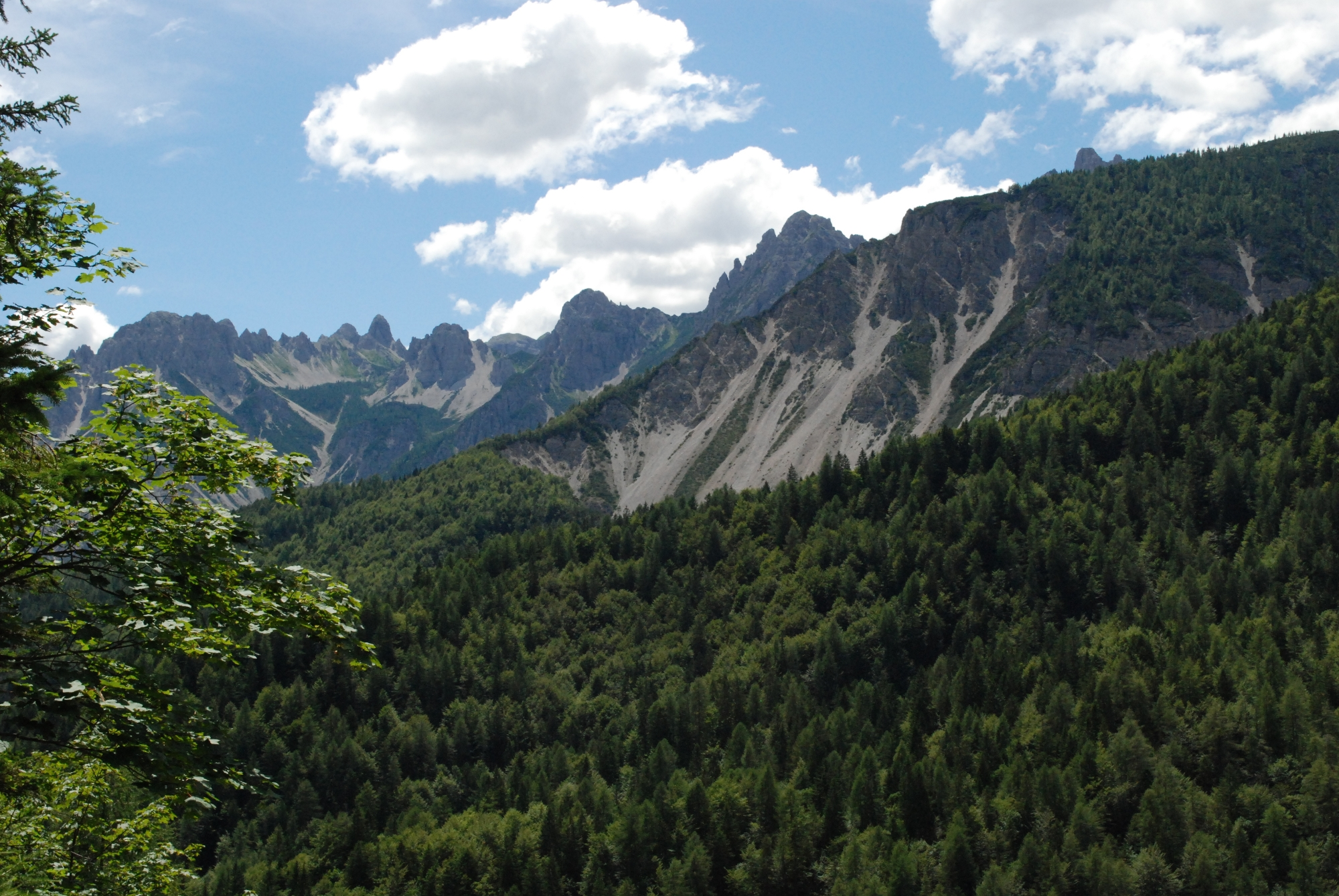
Paesaggio visto dai dintorni del Mauria
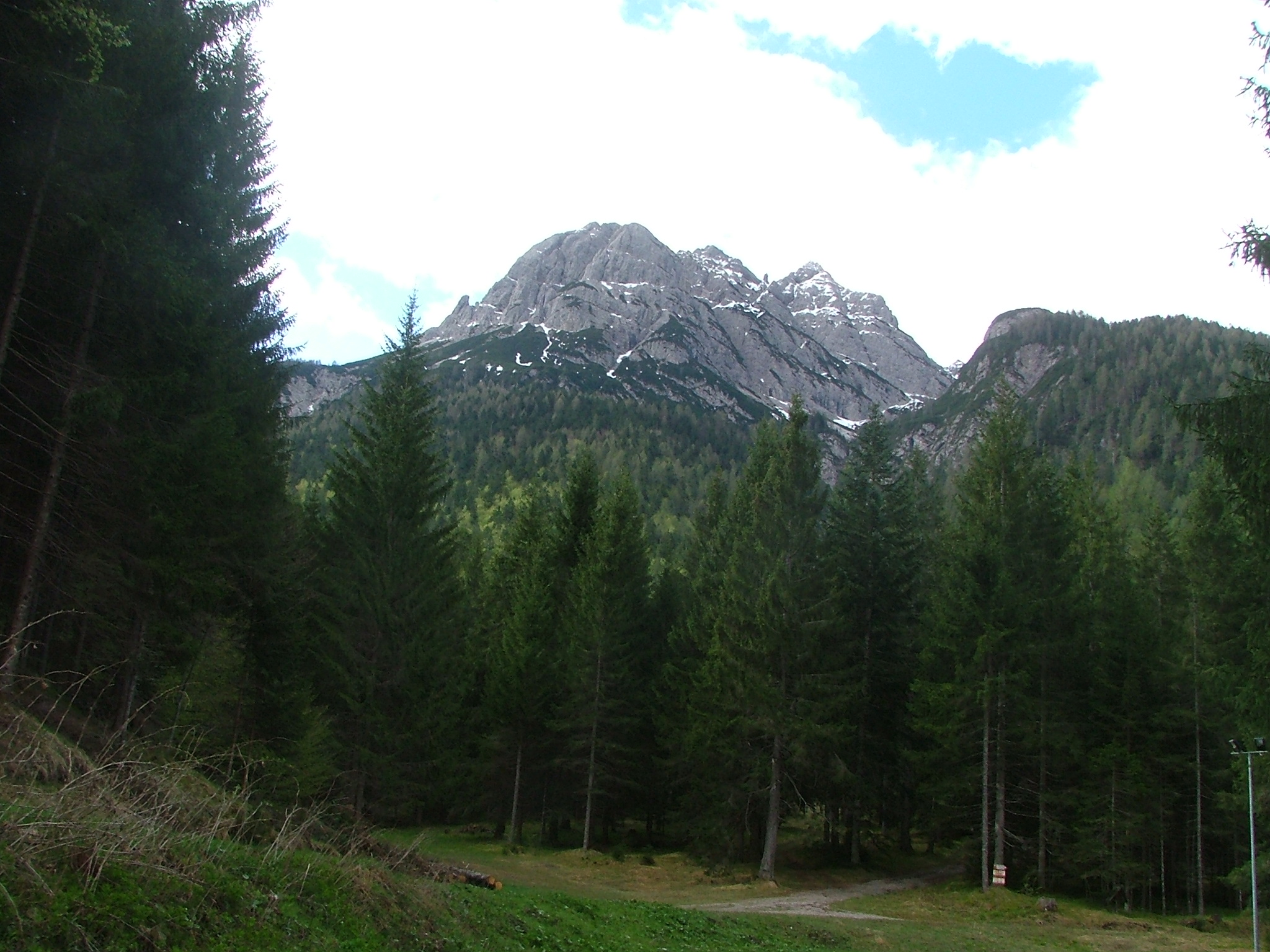
Paesaggio visto dai dintorni del Mauria
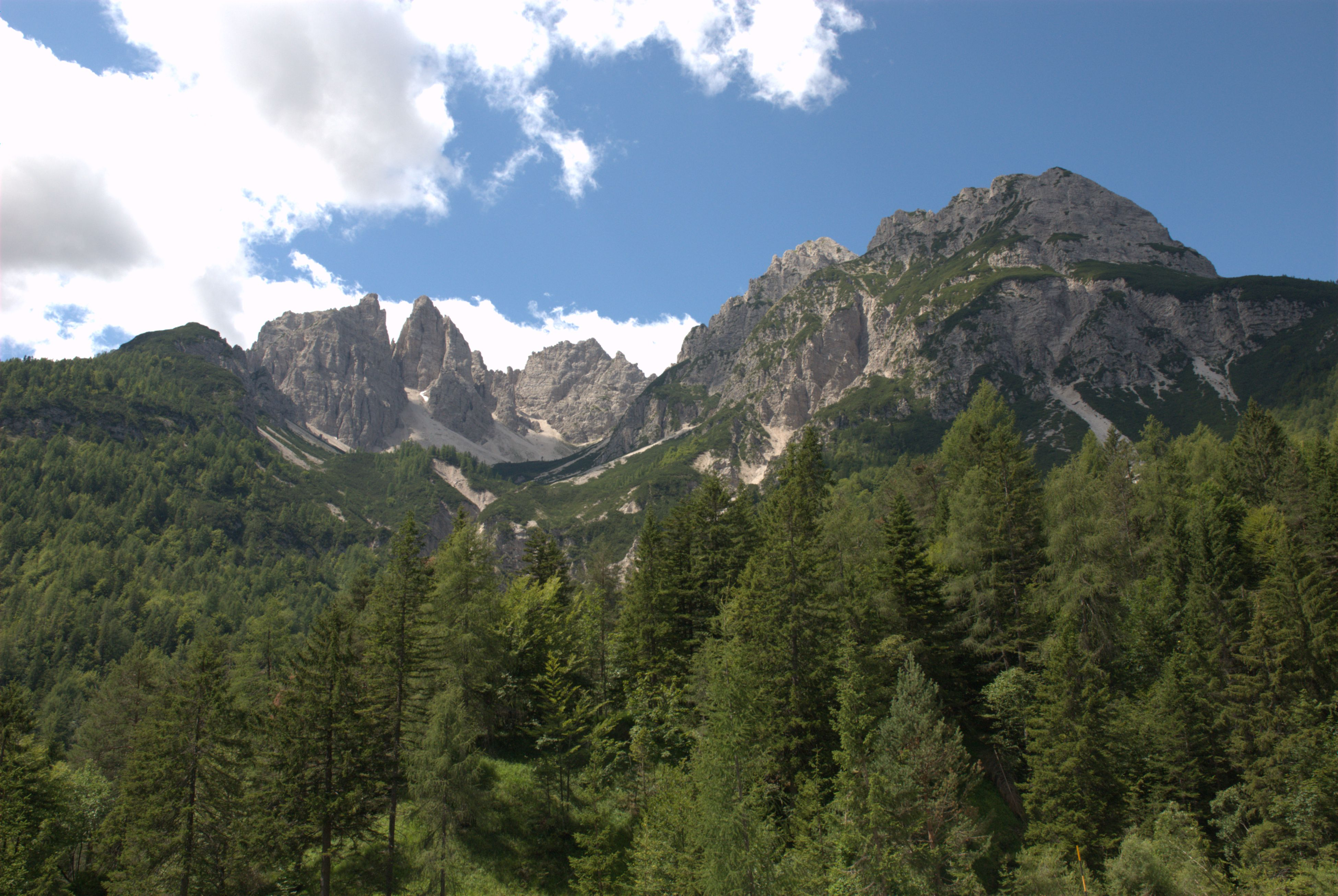
Paesaggio visto dai dintorni del Mauria
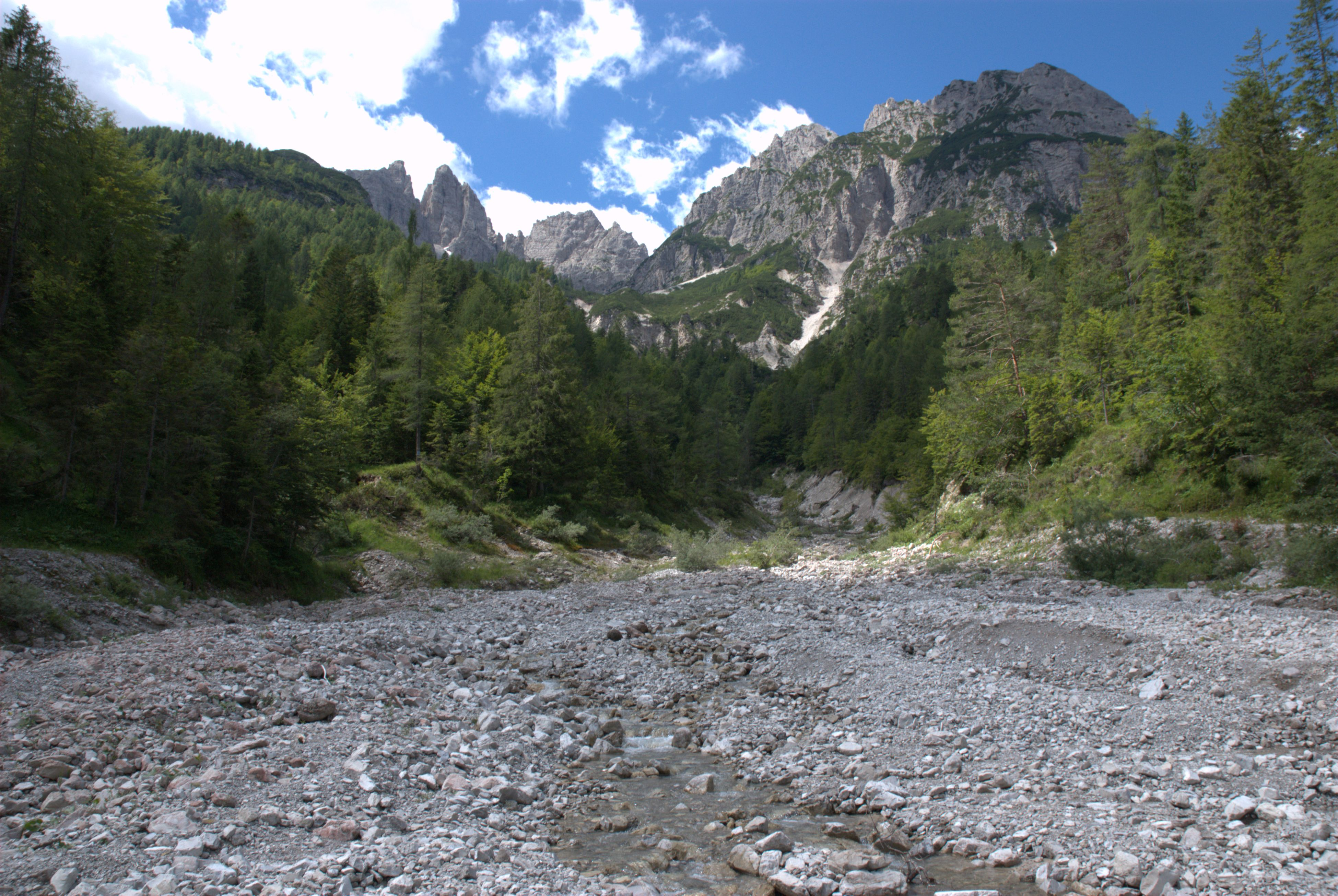
Paesaggio visto dai dintorni del Mauria
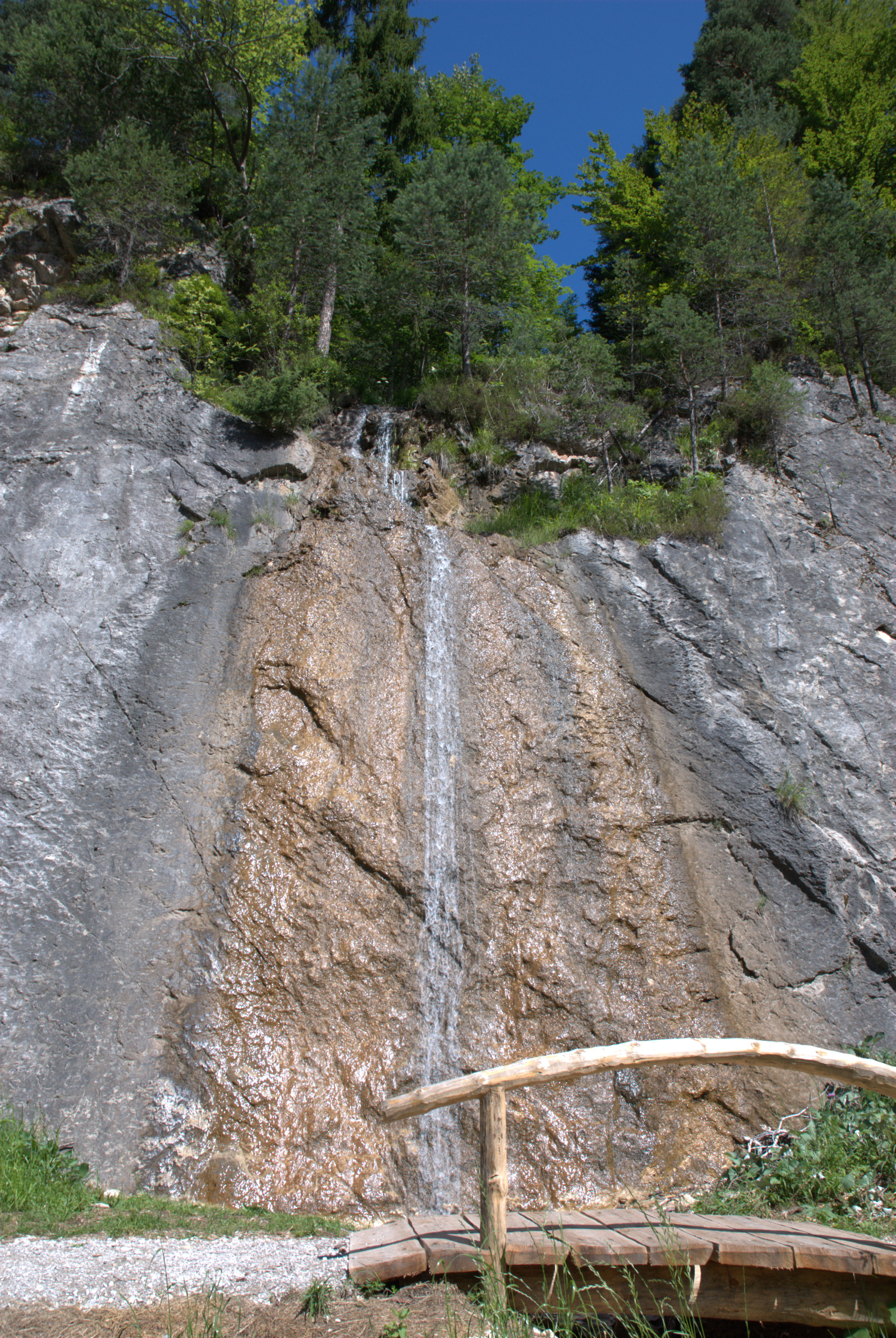
Rin della Pissa a Borbe